# Мария-Луиза Австрийска
Вижте пояснителната страница за други личности с името Мария.
Мария-Луиза Хабсбург-Австрийска (на немски: Marie-Louise von Österreich; на френски: Marie-Louise d'Autriche) е австрийска ерцхерцогиня, императрица на Франция (1810 – 1814), херцогиня на Парма, Пиаченца и Гуастала. Тя е втора съпруга на Наполеон Бонапарт и племенница на Мария-Антоанета.

## Произход и ранни години (1791 – 1810)
Родена е на 12 декември 1791 г. във Виена като ерцхерцогиня Мария Луиза Леополдина Франциска Терезия Йозефа Лусия фон Хабсбург-Лотарингия (на немски: Maria Luise Leopoldina Franziska Theresia Josepha Luzia von Habsburg Lothringen). Тя е дъщеря на Франц II, император на Свещената Римска империя, и Мария-Тереза Бурбон-Неаполитанска.
За да увеличат шансовете ѝ за добър династичен брак с коронована глава, родителите на Мария-Луиза се постарават да ѝ осигурят блестящо образование. Особено залагат на чуждоезиковото ѝ обучение. Освен родния немски ерцхерцогинята владее перфектно френски, английски, испански, италиански и латински.

## Императрица на Франция (1810 – 1814)
Краят на 18 и началото на 19 век се оказват трудно време за семейството на Мария-Луиза. Свещената Римска империя е изправена пред заплахата на Революционна Франция. От 1792 г. след френската анексия на Белгия, Рейнланд и други земи, принадлежащи на Австрийските Хабсбурги, започват серия революционни войни на Франция срещу Свещената Римска империя и други монархии. Само до 1808 г. бащата на Мария-Луиза участва в пет антифренски коалиции с Русия, Прусия, Англия, Неаполитанското кралство, Швеция и други държави, които се сражават срещу Франция на различни фронтове и с променлив успех, който започва да клони в полза на френската армия.
На 20 октомври 1805 г. австрийските войски са разгромени от Наполеон Бонапарт в битката при Улм. Семейството на Мария-Луиза преживява унижението да бяга от собствената си столица Виена, в която влизат французите. След битката при Аустерлиц на 2 декември 1805 и договора от Пресбург голяма част от владенията на Австрийската империя са анексирани от Франция.
На 6 юли 1809 Австрийската империя е разбита отново при Ваграм, което принуждава Австрия да поднови договора си с Франция. Този път едно от условията на Наполеон е да получи ръката на австрийската ерцхерцогиня Мария-Луиза, чрез което да получи признание за императорската си титла от Австрийските Хабсбурги, да закрепи мира между двете империи и по този начин да неутрализира бъдещите противодействия на Австрийската империя срещу плановете му да завладее Европа.
На 11 март 1810 г. осемнадесетгодишната Мария-Луиза е омъжена „задочно“ (тя не присъства на церемонията) за френския император Наполеон I. На 1 април 1810 в Лувъра е извършена и официалната церемония по бракосъчетанието между Наполеон и Мария-Луиза, която получава титлата императрица на Франция.
На 20 март 1811 Мария-Луиза ражда първия си син – Наполеон Франсоа Жозеф Карл Бонапарт, крал на Рим, а по-късно и херцог на Райхщат. В чест на събитието Наполеон поръчва за нея диамантена огърлица, която може да се види на портрета на Мария-Луиза от Франсоа Жерар.
През периода от април до декември 1812 г. Мария-Луиза управлява Франция като регент, докато Наполеон е зает с кампанията в Русия, и отново от април 1813 до януари 1814, когато Наполеон воюва в Прусия.
След абдикацията на Наполеон през април 1814 и заточението му на Елба Мария-Луиза се завръща със сина си във Виена и все повече се отдалечава от съпруга си, въпреки че той очаква тя да го посети на Елба и дори ѝ пише, че ще я отвлече насила. Тя остава във Виена и по време на краткотрайното му завръщане по време на Стоте дни.

## Херцогиня на Парма (1814 – 1844)
Договорът от Фонтебльо (11 април 1814) позволява на Мария-Луиза да запази имперския си ранг и да продължи да се титулува Нейно Имперско Величество, императрица Мария-Луиза. Освен това договорът ѝ поверява управлението на херцогство Парма, Пиаченца и Гвастела, с право да бъде наследена от сина си. Виенският конгрес от 1815 г. ревизира постановленията на Фонтебльо и потвърждава правата на Мария-Луиза да управлява пожизнено херцогство Парма и Пиаченца като херцогиня на Парма, но оставя въпроса за наследството на херцогската титла нерешен. През 1817 г. е подписан договор, според който Херцогство Парма и Пиаченца ще бъде предоставено на италианските Бурбони след смъртта на Мария-Луиза. През 1844 г. е решено Херцогство Гуастала да бъде управлявано от херцога на Модена.
През 1821 г., четири месеца след смъртта на Наполеон, Мария-Луиза сключва морганатичен брак с любовника си, граф Адам Алберт фон Найперг (1775 – 1829). Двойката има три деца, две от които Мария-Луиза ражда, преди да се омъжи за графа на Найперг:
- Алберт (1817 – 1867)
- Вилхелм Алберт (1819 – 1895)
- Матилда (1822)

През 1834 Мария-Луиза сключва втори морганатичен брак, този път с главния си шамбелан Шарл-Рене (1785 – 1856).
По всеобщо мнение Мария-Луиза води добра политика при управлението на Херцогство Парма, като въвежда някои важни реформи и работи усърдно за тяхното изпълнение.
Мария-Луиза умира на 17 декември 1844 година в Парма.